# V391 Волопаса
V391 Волопаса (лат. V391 Boötis) — двойная затменная переменная звезда типа W Большой Медведицы (EW) в созвездии Волопаса на расстоянии приблизительно 482 световых лет (около 148 парсеков) от Солнца. Видимая звёздная величина звезды — от +10,9m до +10,38m. Орбитальный период — около 0,3269 суток (7,8447 часов).

## Характеристики
Первый компонент — жёлтый карлик спектрального класса G. Радиус — около 1,32 солнечного, светимость — около 1,29 солнечной. Эффективная температура — около 5350 K.
Второй компонент — жёлтый карлик спектрального класса G.